# Sergio et Domenica Bernardini
Pour les articles homonymes, voir Bernardini.
Sergio Bernardini (20 mai 1882-12 octobre 1966) et son épouse Domenica, née Bedonni (12 avril 1889-27 février 1971) forment un couple de paysans italiens, membres du Tiers-ordre franciscain. Au cours de leur vie, ils donnent naissance à dix enfants, dont huit rejoignent la vie religieuse. Ils sont notamment les parents de Mgr Germano Bernardini et les parents adoptifs de Mgr Félix Job. En mai 2015, le pape François les déclare vénérables.

## Biographie

### Avant leur rencontre

#### Sergio Bernardini
Sergio Bernardini, né le 20 mai 1882 à Modène, est l'aîné des deux fils de Giulio Bernardini et de son épouse Cunégonde, née Barbuti, des cultivateurs et petits propriétaires terriens. 
En 1907, il épouse en premières noces Émilia Romani. Mais, en l’espace de quatre ans, de 1908 à 1912, il perd ses parents, son frère, sa femme Émilia et leurs trois enfants : Mario, à l'âge de 16 jours, Medardo et sa fille Igina, restée seule avec lui après le décès de son épouse. À l’âge de 30 ans, Sergio se retrouve ainsi seul au monde, écrasé par les dettes contractées pour soigner ses proches et payer leurs funérailles. Il part alors aux États-Unis, afin d'y travailler comme mineur. Mais, à la suite d’un accident de travail et parce que son nouveau milieu de vie met, selon lui, sa foi en péril, il décide de rentrer en Italie. 
À propos de sa personnalité, Sergio est réservé, calme, méditatif et ne porte aucun intérêt au raffinement.

#### Domenica Bedonni
Domenica Bedonni, née le 12 avril 1889 à Modène, est la fille d'Enrico Bedonni et de son épouse Mathilde, née Caselli, une famille pieuse d'agriculteurs et de propriétaire terriens et fonciers. À l'âge de dix-huit ans, après une prédication missionnaire au sein de sa paroisse, elle est attirée par la vie consacrée mais rapidement elle s’oriente vers le mariage. Cependant, peu de temps après l'avoir rencontré, l'homme qu'elle doit épouser décède.
La personnalité de Domenica est à l'opposé de celle de Sergio ; elle est vive, extravertie, active et a des goûts très fins.

### Modèle de sainteté maritale

#### Époux et parents accomplis
À son retour en Italie, Sergio rencontre Domenica, de sept ans sa cadette, dont il tombe amoureux. Ils se marient alors le 19 mai 1914 en l'église paroissiale de Verica et deviennent agriculteurs. 
Ils mènent alors une vie simple et basée sur la prière commune, entre leur maison, l'église et les champs, dans les montagnes de Modène. 
Le couple a dix enfants : Igina, Agata, Maria Amalia, Raffaella, Augusta, Maria, Paola, Teresa Maria, Sebastiano et Germano. Six de leurs huit filles entrent dans la vie religieuse missionnaire tandis que les deux autres se marient et entrent dans le Tiers-Ordre franciscain, comme leurs parents. Leurs deux fils sont ordonnés prêtres au sein de l'ordre capucin. En 1983, Germano Bernardini est nommé archevêque d’Izmir, en Turquie. 
Le dévouement de Domenica envers son mari et ses fils est total.
Alors que Sergio est un modèle pour ses enfants, Domenica les éduque par l'enseignement. Elle est notamment leur première catéchiste. 
Après leur départ de la maison familiale, elle leur enverra plus de 600 lettres, dans lesquelles elle leur transmet ses sentiments, ses considérations et ses conseils inspirés par la foi. De 1927 à la mort des époux Bernardini, la famille ne se réunira au complet qu'à deux occasions, en 1955, puis en mai 1963, date à laquelle sont célébrées les noces d’or de Sergio et Domenica. 
Les époux prennent finalement leur retraite et adoptent un séminariste nigérian, Félix Job, dont ils paient les études à Rome, et qui deviendra évêque puis archevêque d'Ibadan ainsi que président de la Conférence épiscopale nigériane.

#### Fin de vie
À partir de 1960, les époux Bernardini, devenus septuagénaires, passent les hivers à Modène, chez leur fille Maria, qui est infirmière. Dès 1964, Sergio tombe très malade. Domenica s'occupe alors de lui jour et nuit. Il meurt finalement auprès d'elle le 12 octobre 1966. Elle se voit cependant réconfortée par la sérénité de son époux juste avant sa mort. 
Désormais veuve, elle vit à Modène chez sa fille Maria, mariée mais sans enfant. Hospitalisée à la clinique de Modène après un AVC, Domenica est consciente jusqu'à sa mort, le 27 février 1971. Elle meurt alors entourée de ses enfants, excepté de Sœur Amalia, retenue au Mexique. Au cours de leurs 52 ans de vie commune, les époux Bernardini ont associé la dure vie de travail des paysans de l’époque à une vie religieuse intense, fondée sur l’amour du Christ et une grande dévotion envers le Saint-Esprit et la Vierge Marie.

## Postérité
Le 20 mai 2006, leur procès en béatification est ouvert par Mgr Benito Cocchi (it), archevêque de Modène.
Le 5 mai 2015, le pape François autorise la Congrégation pour la cause des saints à promulguer le décret reconnaissant l'héroïcité de leurs vertus. Ils sont ainsi déclarés vénérables. En plein milieu des deux séances du synode des évêques sur la famille (octobre 2014-octobre 2015), ils rappellent, selon Élisabeth de Baudoüin du Conseil pontifical pour la famille, que « la sainteté de la famille prend sa source dans celle du couple, uni par le sacrement du mariage ».